# Capilla del Nazareno
La Capilla del Nazareno es un edificio religioso católico, con categoría de capilla, situado en el casco antiguo de la ciudad española de Pontevedra, en la calle Duque de Tetuán, frente al Teatro Principal.

## Historia
La capilla tiene sus orígenes en el siglo XIV. Se cree que perteneció a la iglesia parroquial de San Bartolomé el Viejo, que se encontraba en este lugar, ocupando el espacio del actual Teatro Principal. Otra teoría es que pudo pertenecer al pazo de la familia Mendiño, ya que la torre medieval se encontraba justo al lado. Los grandes sillares de la antigua torre aún pueden verse hoy en este edificio. Al otro lado de la capilla hubo una calle, hoy tapiada por una casa con balcón.
La capilla que existía originalmente en este lugar se llamaba Capilla de las Emparedadas. Se llamaba así porque en ella se encerraban mujeres piadosas que, tras entrar, sellaban la puerta con muros, excepto una pequeña rendija por la que se administraban los sacramentos y los alimentos. Según Xosé Filgueira Valverde, esta calle ya era conocida como la de las Emparedadas a mediados del siglo XIII.
El culto a Jesús Nazareno tiene más de 100 años de historia en Pontevedra. No se sabe exactamente cuándo comenzó, pero a principios del siglo XX, la calle Duque de Tetuán donde se encuentra la capilla se llamaba calle Jesús Nazareno y la capilla ya atraía a miles de devotos.

## Descripción
La capilla, que se cree que fue la antigua sacristía del antiguo templo de San Bartolomé el Viejo, se menciona varias veces a finales de la Edad Media como un pequeño edificio con una pequeña imagen de piedra de la Virgen María incrustada en su fachada.
Es una pequeña capilla y está unida a otros edificios por los muros de los extremos. Los muros son de piedra tallada de granito y la cubierta de madera y teja gallega. La puerta de entrada, situada en el lado sur, tiene un arco rebajado. Posteriormente se labraron molduras superiores e inferiores para adaptarla al estilo barroco, ya que la capilla es de origen medieval. Junto a la puerta hay una tronera.
La capilla es muy popular y suele ser visitada el día del Nazareno para pedir las tres gracias: salud, trabajo y amor. El primer viernes de marzo es el único día en que la capilla está abierta. El resto del año, sólo es posible invocar al Nazareno desde el exterior, a través de la puerta enrejada.
En el interior hay un retablo barroco de tres cuerpos, con la imagen de Jesús Nazareno en el centro y dos imágenes de la Virgen con el Niño a los lados. También hay una imagen de la Virgen de los Dolores. La imagen del Nazareno a cuyo culto está dedicada procede de Madrid.
Los conventos de San Francisco y Santa Clara de la ciudad también conservan imágenes del Nazareno que se veneran en Pontevedra.